# Ân điển
Ân điển (hoặc ân sủng) theo thần học Kitô giáo là ân huệ hoặc phúc lành của Thiên Chúa ban cho con người mà không nhất thiết bởi vì công đức mà họ đã làm. Theo nghĩa rộng, ân điển thiên thượng được dùng để chỉ sự ban cho của Thiên Chúa dành cho loài người như sự sống, sự sáng tạo và sự cứu rỗi. Trong nghĩa hẹp và là ý nghĩa phổ biến hơn, ân điển được dùng để miêu tả những phương tiện giúp con người được cứu khỏi nguyên tội (tội tổ tông) và được ban cho sự cứu rỗi. Khái niệm này về ân điển là trọng tâm của Cơ Đốc giáo cũng như là vấn đề còn có nhiều dị biệt trong vòng các giáo phái Cơ Đốc.

## Các khái niệm về ân sủng
Hầu hết các tín hữu Ki-tô giáo đều tin rằng con người được cứu rỗi bởi ân sủng của Thiên Chúa.
Đa phần tín hữu thuộc các giáo phái phương Tây đồng ý rằng loài người sinh ra trong tội lỗi. Đó là hậu quả của tội nguyên tổ; một bản chất tội lỗi mang tính kế thừa; nó cũng là một phần trong điều kiện làm người. Theo niềm tin truyền thống, tội nguyên tổ được giải thích như là hậu quả của sự sa ngã đầu tiên của con người mà đại diện là ông Adam và bà Eva đã phạm tội trong vườn địa đàng. Một số người không công nhận sách Sáng thế là lịch sử, nhưng ngay cả những người này cũng đồng ý rằng con người sinh ra trong tội lỗi. Tình trạng ân sủng nguyên thủy mà loài người đã từng được hưởng là do Thiên Chúa ban cho họ và cho dòng dõi của họ, cho đến khi họ sa ngã. Con người sinh ra đã mất quyền hưởng sự cứu rỗi. (Ngược lại, Chính thống giáo Đông phương không tán đồng giáo lý nguyên tội này).
Do vậy, ân sủng của Thiên Chúa được ban khi con người đang bị nhấn chìm trong tình cảnh tuyệt vọng. Thiên Chúa, bởi ý mình, sai các tiên tri và những bậc thông tuệ đến để bày tỏ sự hiện hữu của mình cho nhân loại. Thiên Chúa ban kinh Torah, Luật pháp Moses cho người Do Thái và khiến họ trở Dân được tuyển chọn để cung ứng một hình mẫu đạo đức cho phần còn lại của nhân loại. 

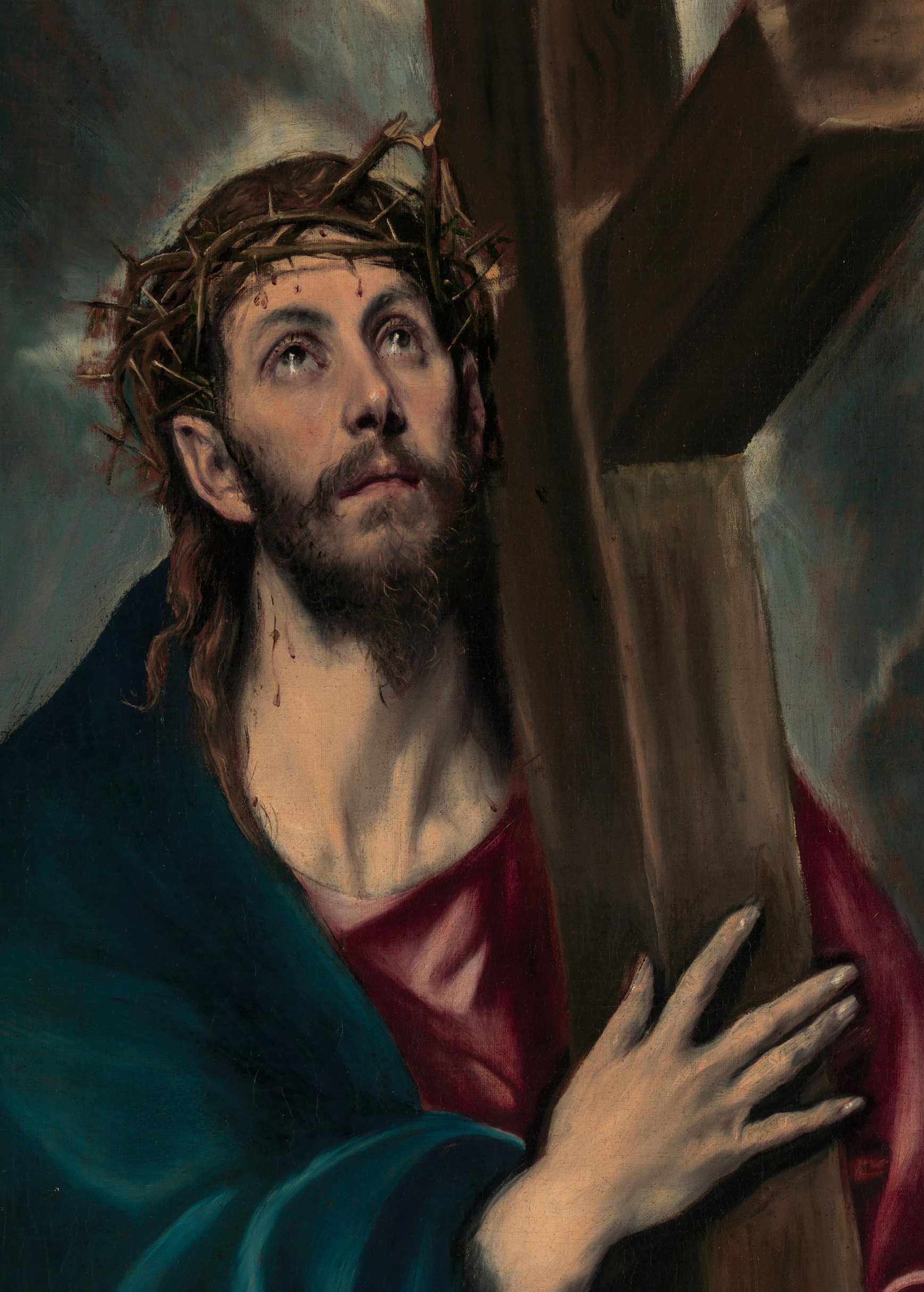
Chúa Giê-xu
tranh của El Greco, 1580.

Cũng qua dân Do Thái mà Thiên Chúa sai con mình, Đức Giê su Ki tô đến để chuộc tội lỗi của nhân loại qua khổ hình đóng đinh, sau đó Giê-xu đã sống lại. Ân sủng của Thiên Chúa được ban cho nhưng Thiên Chúa không có bổn phận phải cứu rỗi bất kỳ ai; con người cũng không có khả năng tự làm cho mình trở nên tốt đủ để có thể lên Thiên đàng. Nhờ sự chuộc tội và hiến tế của Đức Ki tô, con người mới được cứu rỗi. Về phần mình, con người cần phải dự phần vào sự cứu chuộc ấy. Một số giáo phái Ki tô giáo đã diễn giải ân sủng là "Phần thưởng của Thiên Chúa dành cho con người với cái giá mà Chúa Ki tô phải trả".
Trong thư gởi tín hữu ở Êphêsô, Thánh Phao-lô đã viết về vấn đề này, "Ấy là bởi ân sủng (by Grace), thông qua (nhờ) đức tin (through faith) mà anh em được cứu, điều đó không phải đến từ anh em, bèn là sự ban cho của Thiên Chúa. Ấy chẳng phải bởi việc làm, hầu cho không ai khoe mình."
Theo Kitô giáo, nhờ ân sủng của Thiên Chúa mà sự cứu rỗi được ban cho con người, miễn là tín đồ chịu tin nhận Chúa Giê-su Ki tô là Chúa và là Đấng Cứu Chuộc, tức là tin rằng Chúa Giê-su là Con Thiên Chúa, và là đấng Messiah (Messiah nghĩa là đấng chịu xức dầu, trong tiếng Hebrew nghĩa là Giê-su Ki tô, tin rằng Giê-su chết trên thập giá để cất bỏ tội lỗi khỏi con người để con người trở nên hoàn toàn trong trắng trước mặt Thiên Chúa. Do vậy, ân sủng là ý định và sự chọn lựa của Thiên Chúa muốn ban sự cứu rỗi cho con người.

## Khái niệm về ân điển trong Kinh Thánh

### Kinh Thánh Hebrew
Từ חסד (checed) trong tiếng Hebrew được Kinh Thánh của người Do Thái dùng để chỉ ân điển có nghĩa là lòng nhân từ. Khái niệm căn cốt này đặt trọng tâm vào lòng thủy chung và tính nhẫn nại là những đức hạnh cần thiết để duy trì mối quan hệ theo giao ước, mặc cho sự sa ngã thường xuyên bởi con dân của giao ước mà Kinh Thánh Hebrew là lời chứng cho giao ước này, tức là giao ước được thiết lập giữa Thiên Chúa và tuyển dân của Ngài.
Các khái niệm khác được dùng trong Kinh Thánh Hebrew để miêu tả ân điển của Thiên Chúa là một nhóm từ có nguyên tố căn bản là hanam, nghĩa là tình yêu tự nguyện; và haram, ngụ ý sự thương xót và lòng trắc ẩn, bao hàm một hành động khởi phát từ lòng thương xót mà phục hồi mối quan hệ đã bị phá vỡ. Tất cả những khái niệm này đều được các tiên tri của dân tộc Do Thái sử dụng để miêu tả sự chọn lựa của Thiên Chúa dành cho dân Israel như là tuyển dân của ngài và lòng nhẫn nại khiến Ngài không hề lìa bỏ họ mặc dù dân tộc này thường xuyên vi phạm giao ước.

### Tân Ước
Từ ân điển trong Tân Ước được dịch từ tiếng Hi Lạp charis (χαρις), nghĩa là "sự ban cho", trong nguyên nghĩa là một điều đem đến sự vui thỏa, ngọt ngào, hữu ích và thú vị. Chúa Giê-xu không dùng từ này nhưng trong Phúc âm Lu-ca và Phúc âm Giăng, từ này thường được dùng chỉ riêng cho ngài. Tuy vậy, qua các dụ ngôn của Chúa Giê-xu được ký thuật trong các sách phúc âm có thể nhận thấy Chúa Giê-xu đã giảng dạy khái niệm về ân điển. Hơn nữa, ngài cũng nhấn mạnh rằng ân điển là sự ban cho, là đặc ân của Thiên Chúa.
Dụ ngôn Người làm công trong vườn nho kể về một chủ vườn nho (theo cách giải thích truyền thống của Cơ Đốc giáo, là biểu trưng cho Thiên Chúa) thuê mướn một số người làm việc cho mình từ lúc sáng sớm, sau đó lại thuê thêm một số nữa, rồi vào lúc chỉ còn một giờ đồng hồ là kết thúc ngày làm việc, ông chủ lại thuê thêm một số người làm công là những người chờ đợi suốt ngày không được ai thuê mướn, rồi thì ông trả cho mỗi người số tiền công bằng nhau. Khi những người làm công suốt cả ngày tỏ vẻ bất bình, chủ vườn giải thích với họ rằng, "Ta há không có phép dùng của cải ta theo ý muốn ta sao?....... Những kẻ rốt sẽ trở nên đầu và kẻ đầu sẽ trở nên rốt là như vậy".
Tương tự, câu chuyện nổi tiếng Người con trai hoang đàng được ký thuật trong Phúc âm Lu-ca, theo cách hiểu của hầu hết tín hữu Cơ Đốc, hàm chứa sự dạy dỗ của Chúa Giê-xu về ân điển. Một người con trai đòi phần mình trong của thừa kế để rồi tiêu xài hoang phí cho đến đồng xu cuối cùng. Sau khi sống trong sự khốn khổ, người con liều trở về nhà mà không dám mong đợi ân huệ của cha mình. Song, người cha đã mừng rỡ chào đón đứa con hoang đàng trước sự bất bình của con trai trưởng, người vẫn luôn kề cận và tận tuỵ hầu việc ông.
Suốt trong dòng lịch sử Cơ Đốc giáo, nhiều người nắm bắt được sợi chỉ xuyên suốt các câu chuyện kể này của Chúa Giê-xu: Ấy chính là ân điển của Thiên Chúa đã làm đảo lộn mọi ý niệm cố hữu của con người về công đức, về điều mà họ cho là mình xứng đáng được hưởng, và về những gì mà họ tin là phần thưởng dành cho những nỗ lực của họ.

### Hai khía cạnh của ân điển
Tân Ước trình bày hai phương diện của ân điển. Một mặt, ân điển được ban cho từ Thiên Chúa để tha thứ mọi tội lỗi, mặt khác ân điển không giải thoát con người khỏi trách nhiệm phải sống ngay thẳng. Chúa Giê-xu đã nói,

"Các ngươi đừng tưởng ta đến để phá bỏ luật pháp hay lời tiên tri; Ta đến không phải để phá song để làm cho trọn. Vì ta nói thật cùng các ngươi, đang khi trời đất chưa qua đi thì một chấm một nét trong luật pháp cũng không qua đi được cho đến khi mọi sự được trọn. Vậy, ai huỷ một điều cực nhỏ nào trong những điều răn này, và dạy người ta làm như vậy, thì sẽ bị xưng là cực nhỏ trong nước thiên đàng. Vì ta phán cùng các ngươi rằng, nếu sự công bình của các ngươi không trỗi hơn sự công bình của các thầy thông giáo và người dòng Pha-ri-si, thì các ngươi chắc không vào nước thiên đàng."

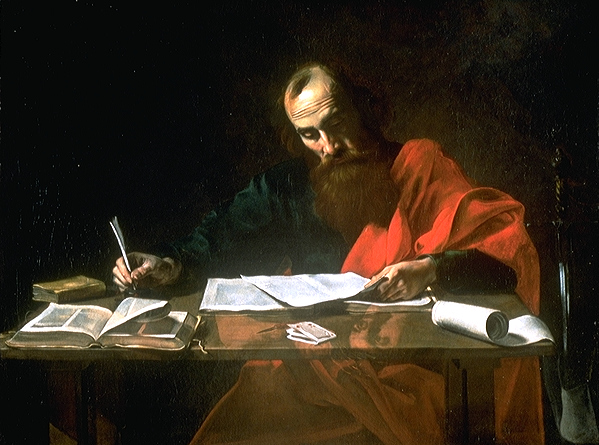
Phao-lô viết các thư tín

Về sau Phao-lô cũng viết:"Ấy là nhờ ân điển, bởi đức tin, mà anh em được cứu, điều đó không phải đến từ anh em, bèn là sự ban cho của Thiên Chúa. Ấy chẳng phải bởi việc làm đâu, hầu cho không ai khoe mình." Theo Phao-lô, sự cứu rỗi, cũng giống tiền công người chủ cho những người làm công trong chuyện ngụ ngôn kể trên, là sự ban cho của Thiên Chúa, là đặc ân của ngài. Nếu con người làm nên sự cứu rỗi bởi công đức của mình, con người có thể kiêu hãnh vì nhờ gắng công mà trở nên thánh khiết. Khi ấy, ân điển của Thiên Chúa ban cho sẽ không còn giá trị so với những nỗ lực của con người.
Một câu chuyện kể của Chúa Giê-xu được chép trong chương 25 của Phúc âm Matthew có thể giúp làm sáng tỏ vấn đề. Một ông chủ trước khi đi xa, gọi các tôi tớ đến mà phó thác tài sản của mình. Một người được giao năm ta lâng (đơn vị tiền tệ của người Do Thái thời ấy), người kia hai, người khác một, tuỳ theo khả năng của mỗi người. Khi chủ đi vắng, người nhận năm ta lâng và người nhận hai ta lâng dùng số tiền ấy để đầu tư và làm chúng tăng gấp đôi trong khi người được giao một ta lâng đem tiền chôn xuống đất. Khi chủ trở về, hai người đầu đem nộp lại cho chủ số tiền đã sinh lợi. Chủ nói: "Tốt lắm, các ngươi đã trung tín trong việc nhỏ, ta sẽ lập các ngươi coi sóc nhiều; hãy đến hưởng sự vui mừng của chúa ngươi". Nhưng đối với tôi tớ thứ ba, tức là người đã chôn giấu số tiền được giao, chủ tức giận mà nói rằng:"Hỡi đầy tớ dữ và biếng nhác kia! Sao ngươi không đưa bạc của ta cho người buôn bạc, rồi khi ta trở về, sẽ lấy vốn và lời. Vậy, hãy lấy ta lâng của người này mà cho người có mười ta lâng. Vì sẽ cho thêm kẻ nào đã có, thì họ sẽ dư dật; nhưng kẻ nào không có, thì cũng cất luôn điều họ có nữa. Còn tên đầy tớ vô ích này, hãy quăng ra ngoài là chỗ tối tăm, ở đó sẽ có khóc lóc và nghiến răng".
Dụ ngôn trên giúp chúng ta hiểu được sự hài hoà giữa ân điển và việc làm. Tất cả tôi tớ đều nhận lãnh tiền từ tay chủ, người chủ đã giao cho họ tiền bạc của mình. Vì vậy, không ai trong vòng họ có thể kiêu hãnh về số tiền mình đang giữ, như lời của Sứ đồ Phao Lô, chúng ta được cứu bởi ân điển, không phải bởi việc làm, để không ai có thể khoe mình. Dù vậy, những người này phải có trách nhiệm sử dụng món quà ân điển như thế nào để làm sáng danh Thiên Chúa. Không chịu làm điều ấy là tội lỗi, như lời của Gia-cơ,"Đức tin không có việc làm thì chết." Khi một người tiếp nhận ân điển sẽ có một sự thay đổi triệt để trong nội tâm – từ bỏ lối sống tội lỗi và trải nghiệm sự tái sinh để thể hiện đức tin trong nếp sống mới. Gia-cơ xem đây là dấu hiệu của đức tin thật. Ân điển là sức mạnh giúp tín hữu khước từ tội lỗi, theo đuổi nếp sống thánh khiết, và làm các việc lành. Đây là một phép thử: không có những điều này có nghĩa là ân điển chưa hề chạm đến lòng họ. Như thế, theo giáo huấn của Gia-cơ, việc lành là kết quả tất yếu của trải nghiệm được cứu rỗi.

## Theo dòng lịch sử
Vào cuối thời kỳ Tân Ước, hội thánh trải qua nhiều thay đổi trong mối quan hệ với bối cảnh xã hội và với Đế quốc La Mã, cơ cấu quyền lực bao trùm lên toàn lãnh thổ trên đó phong trào Cơ Đốc đang phát triển. Những thay đổi này đem hội thánh ra khỏi giai đoạn bị bách hại và bị nhìn xem là một mối đe doạ thường trực để bước vào một thời kỳ mới khi Hoàng đế Constantine ra lệnh chấm dứt các cuộc bách hại và nhìn nhận Cơ Đốc giáo là một tôn giáo hợp pháp. Hơn nữa, Hoàng đế La Mã còn tích cực quan tâm đến phương cách điều hành giáo hội, ông triệu tập Công đồng Nicea (công đồng đầu tiên của giáo hội) để giải quyết những bất đồng thần học về học thuyết Arius. Nhiều sử gia tin rằng hoàng đế muốn khuyến khích sự hiệp nhất trong hội thánh vì tin rằng điều này sẽ giúp bảo toàn sự thống nhất của đế quốc.
Lịch sử Cơ Đốc giáo trong giai đoạn này là một sự đảo ngược của số phận. Không còn là một thiểu số bị khước từ, cộng đồng Cơ Đốc đang nắm trong tay một sức mạnh chính trị. Giới cầm quyền quan tâm đến việc chọn lựa các nhà lãnh đạo hội thánh. Hoàng đế thì can thiệp để giải quyết những bất đồng của giáo hội. Nhiều người ngoại đạo, nhận thấy thiện cảm hoàng đế dành cho hội thánh, mau chóng xếp hàng xin gia nhập.
Đây là lúc bắt đầu thời kỳ suy tàn của Đế quốc La Mã như là một thực thể quyền lực thống nhất. Xuất hiện sự chia rẽ văn hoá giữa Đế quốc La Mã phương Đông sử dụng ngôn ngữ Hi Lạp và Đế quốc La tinh ở phương Tây. Cũng xuất hiện những phân cách quan trọng về kinh tế và quân sự giữa phương Đông tương đối thịnh vượng và phương Tây khá là tả tơi. Tình trạng bất đồng này dẫn đến sự sụp đổ của Đế quốc La tinh trong vòng gần hai trăm năm. Biến cố này cũng ảnh hưởng đến vận mệnh của Cơ Đốc giáo.
Sự thay đổi trong mối quan hệ với Đế quốc La Mã và với giới cầm quyền cũng làm thay đổi trọng tâm của các học thuyết của hội thánh. Khi hội thánh còn là một cộng đồng bị đặt ngoài vòng pháp luật, các tác phẩm của họ tập chú vào tính hợp pháp luận bàn về sự tự do của tín hữu Cơ Đốc trong khung cảnh của một xã hội không Cơ Đốc rộng lớn hơn. Nhưng khi giáo hội trở nên một định chế đầy quyền lực và đang tiếp nhận nhiều đặc ân của chính quyền, trong thực tế là một công cụ của Đế quốc, xem ra điều quan trọng hơn đối với họ trong lúc này là cần tập chú vào nguy cơ mà thuyết vô luật pháp (antinomianism) gây ra, nhằm chống đỡ thẩm quyền của giáo hội trong một đế quốc đang dần tan rã, và như thế phát triển các giáo thuyết giúp gia tăng quyền lực của giáo hội.

### Cơ Đốc giáo phương Tây
Theo Cơ Đốc giáo phương Tây, ân điển là sự nhân từ của Thiên Chúa dành cho loài người. Ân điển là đặc ân của Thiên Chúa. Không ai có thể giành được hoặc xứng đáng hoặc có thể dùng công đức mà đổi lấy ân điển. Không ai có quyền đòi hỏi ân điển. Ân điển là món quà siêu nhiên Thiên Chúa ban cho loài người để họ nhận lãnh sự cứu rỗi vĩnh cửu. Sự cứu rỗi vĩnh cửu tự nó là phước hạnh của thiên đàng vì được ở trong sự hiện diện của Thiên Chúa. Trong ba ý niệm nền tảng - tội lỗi, sự cứu chuộc, và ân điển – ân điển là phương tiện, được thiết lập bởi Thiên Chúa, để đem đến cho con người sự cứu chuộc khỏi tội lỗi qua Chúa Cơ Đốc hầu con người hưởng sự sống vĩnh cửu trên thiên đàng.
Ân điển là món quà siêu nhiên của Thiên Chúa mà chúng ta cần có để có thể nhận lãnh sự cứu rỗi đời đời gồm có ân điển thánh hóa, các phẩm hạnh, các ân tứ của Chúa Thánh Linh và ân điển hiện thực. Ân điển có hai hình thức, Ân điển hiện thực và Ân điển thánh hoá.
Ân điển hiện thực là sự soi sáng nhất thời tâm trí hoặc củng cố sức mạnh ý chí để thực hiện các hành động siêu nhiêu nhằm giúp chúng ta đạt được, duy trì hay tăng trưởng trong ân điển thánh hoá. Ân điển thánh hoá là tình trạng siêu nhiên lan toả trong linh hồn nhằm giúp chúng ta dự phần vào sự sống thiên thượng, ngụ ý sự hiện diện của Chúa Thánh Linh, đấng ngụ cư trong lòng tín hữu. Khi chúng ta phạm trọng tội, Chúa Thánh Linh sẽ rời bỏ chúng ta và chúng ta sẽ đánh mất ân điển thánh hoá.

### Ân sủng và Công đức
Một số giáo hội thuộc Ki tô giáo phương Tây, đặc biệt là Công giáo, tin rằng ân sủng của Thiên Chúa ban cho con người theo ý ngài. Tín hữu được nhận lãnh ân sủng qua việc tham dự các bí tích của giáo hội. Khái niệm cho rằng các bí tích có tác dụng chuyển tải ân sủng Thiên Chúa dẫn đến việc cần có hàng giáo phẩm được truyền chức bởi giáo hội để cử hành Bí tích. Ân sủng được nhận lãnh qua Bí tích giúp dẫn dắt tín hữu vào cuộc sống cao đẹp hơn cũng như giúp sâu nhiệm hoá đức tin. Thêm vào cho ân sủng thánh hoá là công đức có được bởi các việc lành; bởi công đức này, tín hữu có thể nhận lãnh sự ban thưởng từ Thiên Chúa.
Ngược lại, tội lỗi làm ảnh hưởng công đức chúng ta có trước Thiên Chúa. Các trọng tội không chỉ xoá hết công đức mà còn dập tàn ân sủng thánh hóa trong linh hồn các tín hữu đã chịu rửa tội (báp têm), vì vậy những người này cần được nhận bí tích hoà giải(penance) trong khi những tội nhẹ hơn chỉ làm sút giảm phần công đức. Người mang tội trọng phải xuống hỏa ngục; người không đủ công đức để lên thiên đàng thì vào luyện Ngục, nơi đó họ vẫn còn có cơ hội được xoá hết tội lỗi của mình.

### Cơ Đốc giáo phương Đông
Tại phương Đông, Ki tô giáo xem ân sủng là quyền lực của Thiên Chúa, hoặc là sự thể hiện quyền năng của Thiên Chúa để tha thứ và chữa lành tâm linh con người. Các Bí tích(sacrament) là "phương tiện của ân sủng" bởi vì Thiên Chúa chỉ hành động qua hội thánh. Ân sủng là hành động do chính Thiên Chúa thể hiện, không phải là một thực thể được tạo dựng, nên không thể được xem là một loại hàng hóa. Không có sự phân biệt giữa tội đáng chết và tội không đáng chết, không có giáo lý Ngục luyện tội (chỉ xuất hiện ở phương Tây sau cuộc Đại Ly giáo xảy ra vào thế kỷ 11), cũng không có "sự tồn trữ công đức thặng dư". Thay vào đó, các giáo hội phương Đông nhấn mạnh vào vai trò của Chúa Thánh Linh trong đời sống Cơ Đốc và duy trì nếp sống khổ hạnh như kiêng ăn và bố thí, không phải là cách thức bày tỏ sự ăn năn hối cải về tội lỗi đã phạm, cũng không phải để tích luỹ công đức, nhưng là một biện pháp kỷ luật tâm linh nhằm giúp ngăn giảm tội lỗi trong tương lai, giúp tự chủ bản thân và tránh bị bắt phục bởi dục vọng.
Thần học Chính Thống giáo không chấp nhận khái niệm ân điển không thể cưỡng chống, nhưng dạy rằng con người cần sử dụng ý chí tự do của mình để hợp tác với ân điển thiên thượng để được cứu rỗi, và gọi đó là thuyết đồng vận.

### Kháng Cách
Trước khi đề cập đến những phê phán của Cuộc Cải cách Kháng Cách đối với ý niệm cho rằng ân điển là một loại tiền tệ tâm linh, cần phải lưu ý đến những lợi ích của ý niệm này. Ý niệm đã giúp gây dựng giáo hội bằng cách cung cấp cho con người sự dạy dỗ tỏ tường rằng mọi hành động phục vụ giáo hội sẽ được ban thưởng bởi Thiên Chúa. Nó cũng nhấn mạnh đến hậu quả tàn khốc của tội lỗi, cùng lúc bảo đảm rằng các thánh lễ của giáo hội có giá trị tha thứ tội lỗi phạm phải sau khi chịu rửa tội và giúp dẫn dắt tín hữu trở về với ân điển.
Trong khi đó, cũng cần xét xem khái niệm cho rằng ân điển là một loại tiền tệ tâm linh có phù hợp với sự dạy dỗ của Tân Ước hay không. Có thể thấy giáo lý này đôi khi đã trở thành đối tượng của một vài lạm dụng.

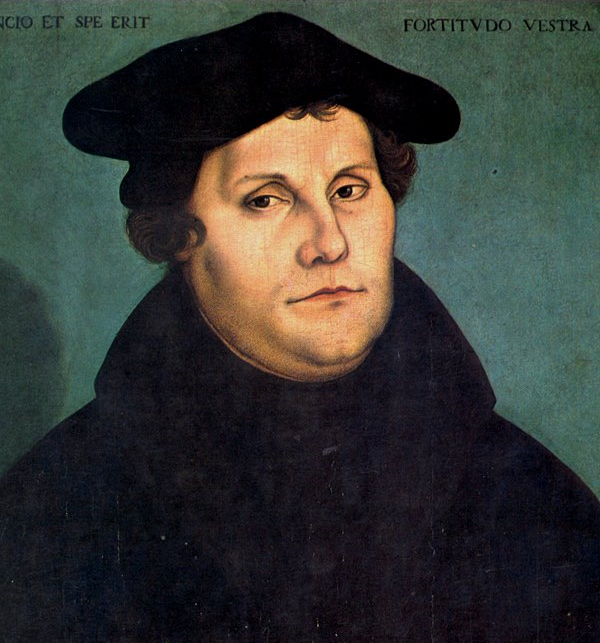
Martin Luther năm 1529, tranh của Lucas Cranach.

Nguyên nhân trực tiếp khiến Martin Luther treo 95 luận đề trên cửa nhà thờ Wittenberg năm 1517 là tư tưởng tuân giữ thánh lễ cách máy móc và giáo lý tồn trữ công đức của giáo hội thời trung cổ. Hành động này được đẩy nhanh hơn khi Johann Tetzel đến thành phố Wittenberg, được phép của Vatican, rao bán chứng chỉ xá tội (indulgences).
Sự linh nghiệm của chứng chỉ xá tội đã được khẳng định dựa trên giáo lý về tồn trữ ân điển được công bố bởi Giáo hoàng Clement VI, cho rằng công đức có được bởi những hành động xuất phát từ lòng sùng tín sẽ làm gia tăng số lượng ân điển được tích lũy. Hành động khởi phát từ lòng sùng tín là những đóng góp dành cho giáo hội. Hơn nữa, giáo hội đã tích luỹ số lượng ân điển vượt quá nhu cầu cần có để đem tín hữu vào thiên đàng. Vì vậy, giáo hội muốn chia sẻ phần thặng dư của mình để nhận lại vàng bạc thế gian. Sự giận dữ của Martin Luther khi ông chống lại quan điểm này – đối với Luther, điều này chẳng khác gì buôn bán sự cứu rỗi – là sự trở lại với quan điểm thần học về ân điển của Phao-lô.
Theo lời dạy của Luther, khi đối diện với sự công chính tuyệt đối của Thiên Chúa, con người bị đặt trong tình trạng hoàn toàn tuyệt vọng và vô phương biện hộ. Nếu Thiên Chúa chỉ có đức công bình mà không có lòng thương xót, mọi người đều phải chịu trừng phạt nơi hoả ngục. Bởi vì tất cả mọi người, ngay cả những người tốt nhất, cũng chỉ xứng đáng chịu đọa đày nơi địa ngục. Con người không có khả năng đạt được sự cứu rỗi bằng nỗ lực của chính mình, vì ngay cả những ý định cao quý nhất của con người cũng bị vấy bẩn bởi bản chất tội lỗi. Học thuyết này còn được gọi là sự sa ngã hoàn toàn (total depravity), một thuật ngữ đến từ thần học Calvin.
Ấy là chỉ bởi đức tin (sola fide) và chỉ bởi ân điển (sola gratia) mà con người được cứu. (Xem Năm Tín lý Duy nhất). Việc lành là hành động khởi phát từ lòng biết ơn hướng về Cứu Chúa; việc lành không phải là điều kiện để được cứu, càng không thể làm cho con người được cứu rỗi. Vì vậy, trong thần học về sự cứu rỗi của Luther không có chỗ cho ý niệm công đức. Chỉ có ân điển của Thiên Chúa mới cứu được con người, không phải bởi công đức cũng không phải bởi nỗ lực của con người. Không ai có thể cho rằng mình có quyền hưởng ân điển của Thiên Chúa. Ấy chỉ bởi lòng độ lượng của Thiên Chúa mà con người được cứu rỗi.
Sự cứu rỗi theo thần học Luther khởi đầu bằng sự công nhận tình trạng phá sản tâm linh, người ăn năn tội phải thừa nhận sự bất lực hoàn toàn của mình để tin cậy vào Thiên Chúa mà được cứu, và nhận biết rằng sự đoán phạt dành cho tội lỗi của mình đã được cất bỏ bởi vì Chúa Giê-xu đã trả giá cho điều đó bằng huyết của ngài. Nhờ vậy mà sự công chính của Chúa Giê-xu được dành cho những ai thuộc về ngài.